# Campionati mondiali giovanili di nuoto sincronizzato 2012
I XIII Campionati mondiali giovanili di nuoto sincronizzato si sono svolti in Grecia dal 12 al 16 settembre 2012. Le sedi di gara sono state a Volo.

## Medagliere
| Posiz. | Nazione  | Oro | Argento | Bronzo | Totale |
| ------ | -------- | --- | ------- | ------ | ------ |
| 1      | Russia   | 4   | 0       | 0      | 4      |
| 2      | Giappone | 0   | 3       | 0      | 3      |
| 3      | Cina     | 0   | 1       | 2      | 3      |
| 4      | Canada   | 0   | 0       | 1      | 1      |
| 4      | Spagna   | 0   | 0       | 1      | 1      |
| Totale | Totale   | 4   | 4       | 4      | 12     |

## Risultati
| Evento           | Oro             | Argento         | Bronzo              |
| Singolo          | Vlada Chigireva | Hikaru Kazumori | Jacqueline Simoneau |
| Duo              | Russia          | Giappone        | Ucraina             |
| Squadra          | Russia          | Giappone        | Ucraina             |
| Libero combinato | Russia          | Ucraina         | Spagna              |